# Seattle Seahawks 1996
La stagione 1996 dei Seattle Seahawks è stata la 21ª della franchigia nella National Football League.

## Scelte nel Draft NFL 1996
| Giro/Scelta | Giocatore       | Ruolo            | College          |
| ----------- | --------------- | ---------------- | ---------------- |
| 1/21        | Pete Kendall    | Offensive guard  | Boston College   |
| 2/46        | Fred Thomas     | Defensive back   | Tennessee-Martin |
| 3/77        | Robert Barr     | Offensive tackle | Rutgers          |
| 3/91        | Reggie Brown    | Running back     | Fresno State     |
| 4/99        | Phillip Daniels | Defensive end    | Georgia          |
| 4/131       | Eric Unverzagt  | Linebacker       | Wisconsin        |
| 6/184       | Reggie Green    | Offensive Guard  | Florida          |
| 6/209       | T.J. Cunningham | Defensive back   | Colorado         |
| 7/225       | Johnie Church   | Defensive End    | Florida          |

## Staff
Fonte:

## Calendario
| Turno | Data               | Avversario             | Risultato          | Stadio                          | Record             | Pubblico           |                    |                    |                    |
| 1     | 1/9/1996           | @ San Diego Chargers   | S 7-29             | Jack Murphy Stadium             | 0-1                | 58.780             |                    |                    |                    |
| 2     | 8/9/1996           | Denver Broncos         | S 20-30            | Kingdome                        | 0-2                | 43.671             |                    |                    |                    |
| 3     | 15/9/1996          | Kansas City Chiefs     | S 17-35            | Kingdome                        | 0-3                | 39.790             |                    |                    |                    |
| 4     | 22/9/1996          | @ Tampa Bay Buccaneers | V 17-13            | Houlihan's Stadium              | 1-3                | 30.212             |                    |                    |                    |
| 5     | 29/9/1996          | Green Bay Packers      | S 10-31            | Kingdome                        | 1-4                | 59.973             |                    |                    |                    |
| 6     | 6/10/1996          | @ Miami Dolphins       | V 22-15            | Joe Robbie Stadium              | 2-4                | 59.539             |                    |                    |                    |
| 7     | Settimana di pausa | Settimana di pausa     | Settimana di pausa | Settimana di pausa              | Settimana di pausa | Settimana di pausa | Settimana di pausa | Settimana di pausa | Settimana di pausa |
| 8     | 17/10/1996         | @ Kansas City Chiefs   | S 17-34            | Arrowhead Stadium               | 2-5                | 76.057             |                    |                    |                    |
| 9     | 27/10/1996         | San Diego Chargers     | V 32-13            | Kingdome                        | 3-5                | 38.143             |                    |                    |                    |
| 10    | 3/10/1996          | Houston Oilers         | V 23-16            | Kingdome                        | 4-5                | 36.320             |                    |                    |                    |
| 11    | 10/10/1996         | Minnesota Vikings      | V 42-23            | Kingdome                        | 5-5                | 50.794             |                    |                    |                    |
| 12    | 17/10/1996         | @ Detroit Lions        | S 16-17            | Pontiac Silverdome              | 5-6                | 51.194             |                    |                    |                    |
| 13    | 24/10/1996         | Oakland Raiders        | S 21-27            | Kingdome                        | 5-7                | 47.506             |                    |                    |                    |
| 14    | 1/10/1996          | @ Denver Broncos       | S 7-34             | Mile High Stadium               | 5-8                | 74.982             |                    |                    |                    |
| 15    | 8/10/1996          | Buffalo Bills          | V 26-18            | Kingdome                        | 6-8                | 41.373             |                    |                    |                    |
| 16    | 15/10/1996         | @ Jacksonville Jaguars | S 13-20            | Jacksonville Municipal Stadium  | 6-9                | 66.134             |                    |                    |                    |
| 17    | 22/10/1996         | @ Oakland Raiders      | V 28-21            | Oakland-Alameda County Coliseum | 7-9                | 33.455             |                    |                    |                    |

## Leader della squadra
| Leader della squadra   |                 |       |
| Categoria              | Giocatore       | N.    |
| Yard passate           | John Friesz     | 1.629 |
| Touchdown passati      | John Friesz     | 8     |
| Yard corse             | Chris Warren    | 855   |
| Touchdown su corsa     | Lamar Smith     | 8     |
| Ricezioni              | Joey Galloway   | 57    |
| Yard ricevute          | Joey Galloway   | 987   |
| Touchdown su ricezione | Joey Galloway   | 7     |
| Sack                   | Michael McCrary | 13,5  |
| Intercetti             | Darryl Williams | 5     |